# Amadou-Mahtar M'Bow
Amadou-Mahtar M'Bow GCIH (Dacar, 20 de março de 1921 – 24 de setembro de 2024) foi um professor senegalês. Foi diretor-geral da UNESCO de 1974 até 1987.
A 6 de abril de 2017, foi agraciado com a Grã-Cruz da Ordem do Infante D. Henrique pelo Presidente Marcelo Rebelo de Sousa, por ocasião da visita deste último ao Senegal.

## Morte
M'Bow morreu em 24 de setembro de 2024, aos 103 anos.